# Manuela Arcuri
Pour les articles homonymes, voir Arcuri.
Manuela Arcuri, née le 8 janvier 1977 à Anagni dans le Latium, est une actrice, mannequin et animatrice de télévision italienne.
Elle a notamment été l'actrice principale de deux séries télévisées à succès en Italie : L'onore e il rispetto (en) et Il peccato e la vergogna (en).

## Biographie
Manuela Arcuri est née à Anagni, près de Frosinone, d'une mère originaire d'Avellino et d'un père originaire de la province de Crotone. Élevée à Latina (Italie) depuis son plus jeune âge, Manuela Arcuri figure souvent sur les couvertures de la presse à scandales. Elle a été l'une des participantes des parties fines de Silvio Berlusconi,.

### Carrière à la télévision
À un très jeune âge, elle est attirée par le showbusiness et elle devient une mannequin de mode[source secondaire nécessaire]. En 1995, elle joue dans des épisodes de soap-opéras et dans son premier film, I buchi neri, réalisé par Pappi Corsicato. Puis elle a un rôle secondaire dans I laureati de Leonardo Pieraccioni, ce qui l'a amenée à l'attention du public.
Elle continue à jouer dans d'autres films et des productions théâtrales, comme A pretty story of a woman et Liolà aux côtés de Gianfranco Jannuzzo et sous la direction de Gigi Proietti.
En 2000, Manuela Arcuri, maintenant considérée comme un sex-symbol, paraît dans un calendrier pour le magazine GenteViaggi. L'année suivante, elle pose pour un autre calendrier, cette fois pour le magazine Panorama, obtenant un grand succès qui a consolidé sa réputation et a aidé à décrocher un rôle dans la série télévisée Carabinieri. En 2001, elle anime l'émission de télévision Mai dire goal avec le groupe Gialappa. En 2002, elle co-anime à la télévision le Festival de Sanremo aux côtés de Pippo Baudo et sa collègue, l'actrice Vittoria Belvedere.
En 2003, elle co-anime avec Teo Teocoli et Anna Maria Barbera la huitième saison de la comédie à la télévision Scherzi a parte.

## Travail de publicité

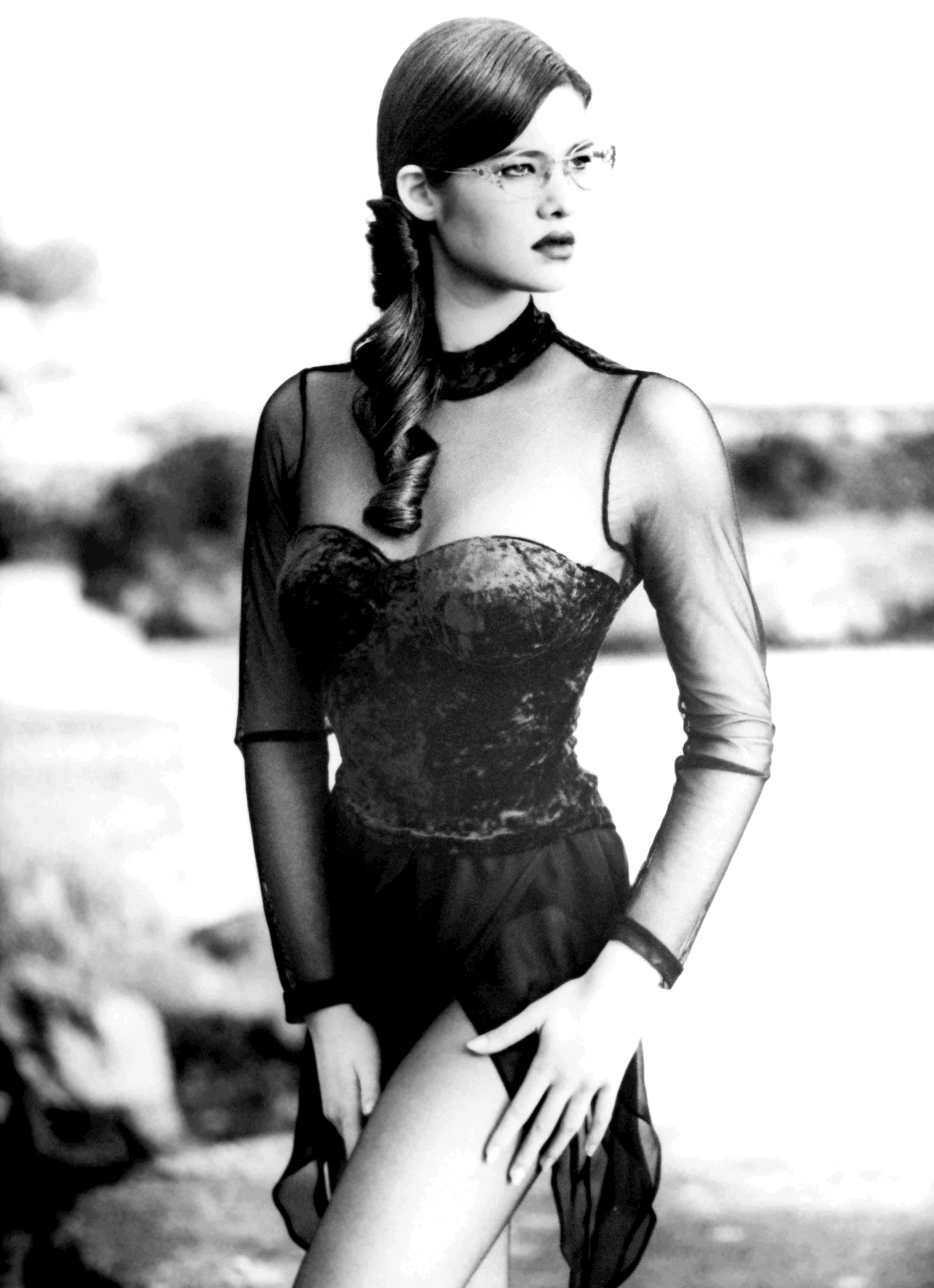
Manuela Arcuri photographiée par Alberto Magliozzi en 1995.

- Lormar
- Anima Gemella

## Théâtre
- Liolà (2006)
- Il primo che mi capita (2008)
- Une jolie histoire d'une femme (2010)

## Filmographie

### Cinéma
- 1993 : Journal d'un vice (Diario di un vizio) de Marco Ferreri (non créditée)
- 1996 : A spasso nel tempo (it) de Carlo Vanzina : Rosanna jeune

### Télévision
- 1999 : Pepe Carvalho (série télévisée), épisode Shéhérazade : Shéhérazade
- 2006 : L'onore e il rispetto (en) (série télévisée), saison 1 : Nella
- 2008 : Mogli a pezzi (it) (mini-série) : Elisa
- 2010 : Il peccato e la vergogna (en) (série télévisée), saison 1 : Carmen Tabacchi Fontamara
- 2011 : Sangue caldo (it) (série télévisée), saison 1 : Antonia Rosi
- 2014 : Il peccato e la vergogna (en) (série télévisée), saison 2 : Carmen Tabacchi Fontamara

### Clips vidéo
- 2001 : Lloviendo Estrellas de Cristian Castro
- 2004 : Liberi da noi de Gigi D'Alessio
- 2007 : Somewhere Here On Earth de Prince (tourné à Prague)
- 2009 : Ancora qui de Renato Zero